# Nigel Calder
Nigel Calder (født 2. december 1931, død 25. juni 2014) var en britisk videnskabsjournalist. Calder var i årene 1956-66 tilknyttet tidsskriftet New Scientist, først som journalist og senere som redaktør. Siden arbejdede han som forfatter af artikler, bøger og TV-programmer (mange udsendt af BBC) om populærvidenskabelige emner.
Mest kendt er nok hans bog 'Magic Universe', der udkom i 2003.
Han var deltager i TV-dokumentarfilmen The great global warming swindle, der blev udsendt i 2007, og udgav samme år bogen The chilling stars (De kølende stjerner) sammen med den danske seniorforsker Henrik Svensmark fra Danmarks Rumcenter.